# Lemmiscus curtatus
Lemmiscus curtatus is een zoogdier uit de familie van de Cricetidae. De wetenschappelijke naam van de soort werd voor het eerst geldig gepubliceerd door Cope in 1868.

## Voorkomen
De soort komt voor in de Verenigde Staten en Canada.